# Rio Bălescu
O Rio Bălescu é um rio da Romênia afluente do rio Latoriţa de Jos, localizado no distrito de Vâlcea.